# Chambers Street-World Trade Center/Park Place
Chambers Street-World Trade Center/Park Place è una stazione della metropolitana di New York situata all'incrocio tra le linee IND Eighth Avenue e IRT Broadway-Seventh Avenue. Nel 2019 è stata utilizzata da 20 820 549 passeggeri. È servita dalle linee 2, A ed E sempre, e dalle linee 3 e C sempre tranne di notte.
Dal 2017 la stazione è collegata, all'interno dell'area tornelli, alla fermata Cortlandt Street della linea BMT Broadway, servita dalla linea R sempre tranne di notte, dalla linea W durante i giorni feriali esclusa la notte, e dalla linea N solo di notte.

## Storia
La stazione sulla linea IRT Broadway-Seventh Avenue fu aperta il 1º luglio 1918, mentre quella sulla linea IND Eighth Avenue venne inaugurata il 10 settembre 1932. Le due stazioni furono collegate tra di loro nel 1958.

## Strutture e impianti
La stazione della linea IND Eighth Avenue ha quattro binari e due banchine ad isola posizionate in maniera sfalsata, quella più a nord (denominata Chambers Street) è usata dai treni che proseguono (linee A e C), quella più a sud (denominata World Trade Center) è usata dai treni che invece terminano nella stazione (linea E). All'estremità meridionale della banchina sud si trova una rampa di collegamento con il mezzanino, che rende la banchina accessibile alle persone con disabilità motoria, e il collegamento con il World Trade Center Transportation Hub della PATH. Il mezzanino della stazione si sviluppa al di sotto di Church Street, è lungo circa sette isolati ed ospita i tornelli, le scale per le banchine, il collegamento con la stazione IRT e le tredici uscite per il piano stradale, quattro all'incrocio con Chambers Street, tre all'incrocio con Warren Street, due sul lato ovest dell'incrocio con Murray Street, una nell'angolo sud-ovest dell'incrocio con Barclay Street e tre all'incrocio con Vesey Street.
La stazione della linea IRT Broadway-Seventh Avenue ha una banchina ad isola e due binari. È posta al di sotto di Park Place e ha due mezzanini separati, quello est ha una scala che porta nell'angolo nord-ovest dell'incrocio con Broadway, quello ovest ha quattro scale all'incrocio con Church Street e ospita il collegamento con il mezzanino IND.

## Interscambi
La stazione è servita da alcune autolinee gestite da MTA Bus, NYCT Bus e NJT Bus. Inoltre, funge da interscambio con la fermata World Trade Center della metropolitana regionale Port Authority Trans-Hudson (PATH).
- Stazione metropolitana (World Trade Center, PATH)
- Fermata autobus